# Kibuye
För andra betydelser, se Kibuye (olika betydelser).
Kibuye är en stad i Karongidistriktet och huvudort i Province de l’Ouest (Västprovinsen) i Rwanda. Staden ligger på östra stranden av Kivusjön mellan Gisenyi och Cyangugu. Den har ungefär 48 000 invånare. Den är en känd badort.
I staden finns ett minnesmärke med anledning av massakern på stadens tutsier under folkmordet i Rwanda 1994 då 83 % av alla tutsier dödades.  Nära staden ligger Ndabafallen och Kiziba flyktingläger med 17 000 flyktingar (2018). Man kan också nå den vulkaniska ön Napoleon Island. I Virungabergen i Parc National de Volcan kan man få se bergsgorillor. Totalt finns det ungefär 250 bergsgorillor.